# Kenitiro Suguio
Kenitiro Suguio (杉尾憲一郎) (Duartina, 6 de novembro de 1937 – São Paulo, 26 de maio de 2021) foi um geólogo, pesquisador e professor universitário brasileiro.
Comendador da Ordem Nacional do Mérito Científico e membro titular da Academia Brasileira de Ciências, era professor emérito da Universidade de São Paulo, autoridade em geologia sedimentar e autor de vários livros de referência do gênero no Brasil. 

## Biografia
Nascido em 1937 na cidade de Duartina, no interior de São Paulo, onde passou parte da infância, era filho de Ihatiro Suguio, originário da província de Miyazaki e de Kuni Suguio, da província de Yamagata. Passava o tempo pescando, jogando futebol na rua, indo ao cinema e praticando de gincanas organizadas pelo pai, que foi presidente da associação da comunidade japonesa em Duartina e vizinhanças. Foi com o pai que aprendeu a falar e a escrever japonês.
Depois de completar os estudos básicos em Duartina, precisou mudar-se para a cidade de São Paulo para prosseguir estudando. No Colégio Estadual Presidente Rooosevelt ele cursou o ensino noturno, concluindo o curso científico, que hoje equivale ao ensino médio. Por quase dois anos frequentou o Centro de Preparação de Oficiais da Reserva do Exército Brasileiro, na arma de Artilharia, promovido a aspirante a oficial em 1958. Por volta dessa época, fez cursos noturnos preparatórios para o vestibular em engenharia.
Enquanto se preparava ingressar no ensino superior, teve vários empregos e estudou em uma instituição para jovens da comunidade japonesa que não tinha recursos para estudar, mantida pelo escritor e professor Koichi Kishimoto. Em 1959, passou no vestibular para geologia na Universidade de São Paulo (USP), agraciado com uma bolsa da Petrobras e obtendo o título de bacharel em geologia em 1962.

## Carreira
Em março de 1963, começou a trabalhar na Petrobras, junto à região de produção do nordeste, em Maceió, até o final de 1965. A convite do professor Setembrino Petri, ingressou na área acadêmica no curso de Geologia na USP. Em 1968, obteve o doutorado direto em ciência e foi promovido a professor assistente. Fez dois estágios de pós-doutorado no Japão em 1970, como bolsista do Conselho Nacional de Desenvolvimento Científico e Tecnológico (CNPq). Na primeira metade de 1970 estagiou no Instituto de Pesquisas Oceanográficas da Universidade de Tóquio e no segundo semestre do mesmo ano acompanhou pesquisas na Seção de Combustíveis Fósseis do Serviço Geológico do Japão.
Em 1973, apresentou tese de livre-docência, intitulada Formação Bauru - calcários e sedimentos detríticos associados, sendo promovido a professor adjunto do Instituto de Geociências da USP. Ministrou disciplinas na graduação, na pós-graduação, orientando mestrandos, doutorandos e alunos de iniciação científica. Foi autor e colaborador de mais de cem artigos científicos, tendo dez livros publicados na área de ciências da terra e geologia sedimentar, além de livros sobre o meio ambiente.

## Aposentadoria e legado
Em 1996, Kenitiro se aposentou da universidade, depois de 31 anos, com uma bolsa DCR (Desenvolvimento Científico Regional) do CNPq entre 1999 a 2000. Sendo um dos cientistas mais experientes do Brasil, ele foi agraciado com vários prêmios e comendas. É membro da Academia Brasileira de Ciências desde 1990. Ganhou o Prêmio Jabuti de 1993, da Câmara Brasileira do Livro na área de Ciências Naturais e Medicina pelo livro Dicionário de Geologia Marinha. Recebeu a Comenda Nacional da Ordem Nacional do Mérito Científico do Ministério da Ciência, Tecnologia, Inovações e Comunicações, em 1998 no Palácio do Planalto. Era professor emérito do Instituto de Geociências, desde 2003.

## Morte
Kenitiro morreu em 26 de maio de 2021, em São Paulo, aos 83 anos, por complicações desencadeadas pela Covid-19. O velório ocorreu no Cemitério do Morumby.

## Livros publicados
Lista parcial.
- A Evolução Geológica da Terra: e a Fragilidade da Vida (2010)
- Dicionário de Geologia Sedimentar e Áreas Afins
- Geologia do Quaternário e Mudanças Ambientais (2010)
- Geologia Sedimentar (2003)
- Água (2006)
- Introdução à Sedimentologia (1973)